# Alan Lescano
Alan Hernán Lescano (San Carlos de Bolívar, Argentina; 11 de noviembre de 2001) es un futbolista argentino. Juega de centrocampista y su equipo actual es Argentinos Juniors de la Liga Profesional de Fútbol Argentino.

## Trayectoria
Surgido de las inferiores del Gimnasia y Esgrima La Plata, firmó su primer contrato con el club en abril de 2022. Debutó en el equipo el 30 de abril en la goleada por 0-6 sobre Patronato.
El 31 de julio de 2023 se convirtió en refuerzo de Argentinos Juniors que le compra el 50% del pase a Gimnasia y Esgrima La Plata y firma hasta diciembre del 2027.

## Estadísticas
Actualizado al último partido disputado el 13 de diciembre de 2024.
| Gimnasia y Esgrima La Plata Argentina                                                                      | 1.ª           | 2022          | 4  | 0 | 0  | 0 | — | — | 4  | 0  |
| Gimnasia y Esgrima La Plata Argentina                                                                      | 1.ª           | 2023          | 20 | 3 | 1  | 1 | 5 | 1 | 22 | 5  |
| Gimnasia y Esgrima La Plata Argentina                                                                      | Total club    | Total club    | 24 | 3 | 1  | 1 | 5 | 1 | 30 | 5  |
| Argentinos Juniors Argentina                                                                               | 1.ª           | 2023          | 0  | 0 | 10 | 0 | 0 | 0 | 10 | 0  |
| Argentinos Juniors Argentina                                                                               | 1.ª           | 2024          | 25 | 5 | 18 | 6 | 2 | 1 | 45 | 12 |
| Argentinos Juniors Argentina                                                                               | Total club    | Total club    | 25 | 5 | 28 | 6 | 2 | 1 | 55 | 12 |
| Total carrera                                                                                              | Total carrera | Total carrera | 49 | 8 | 29 | 7 | 7 | 2 | 85 | 17 |
| (1) Incluye Copa Argentina, Copa de la Liga Profesional (2) Incluye Copa Sudamericana y Copa Libertadores. |               |               |    |   |    |   |   |   |    |    |